# Emilio Calatayud Pérez
Emilio Calatayud Pérez (Ciudad Real, 22 de desembre de 1955) és un magistrat espanyol, jutge de menors de Granada conegut per les seves sentències exemplars.
Entre les sentències que han sortit als mitjans hi ha:
- Una condemna a 100 hores de classes d'informàtica a un jove pirata informàtic que s'havia introduït diverses empreses granadines provocant danys per 2.000 €.
- 100 hores de servei a la comunitat patrullant al costat d'un policia local per haver conduït temeràriament i sense permís.
- 50 hores dibuixant un còmic de 15 pàgines, en el qual explica la causa per la qual el condemnaren.
- Visites a la planta de traumatologia de Granada per conduir un ciclomotor sense assegurança.

Fa poc es va popularitzar una intervenció personal seva en una Sala. El vídeo en qüestió es pot veure en aquesta adreça (en castellà).